# Kibyšiai
Kibyšiai är en ort i Litauen. Den ligger i den södra delen av landet, 100 km sydväst om huvudstaden Vilnius. Kibyšiai ligger 130 meter över havet och antalet invånare är 212.
Terrängen runt Kibyšiai är platt. Runt Kibyšiai är det glesbefolkat, med 13 invånare per kvadratkilometer. Närmaste större samhälle är Druskininkai, 16,6 km sydväst om Kibyšiai. I omgivningarna runt Kibyšiai växer i huvudsak barrskog.